# Измама с кредитна карта
Измама с кредитна карта (на английски: Credit card fraud) – широко понятие за обозначение на кражби и измами, извършени на база ползване или ангажиране на карта за електронни плащания, като напр. кредитна карта или дебитна карта, представена като фалшив източник на средства по трансакция. Целта може да е получаване на стоки без да бъдат платени, или получаване на неоторизирани финансови средства от дадена сметка (източване на сметка). Измамата с кредитна карта обикновено е съпроводена с кражба на самоличност. Според федералната комисия за търговия на САЩ, независимо, че процентът на кражби на самоличност се задържа твърдо през последните години, процентът на измами с кредитни карти постоянно расте. Измами с банкови карти, получавани през интернет – това е най-често срещаният начин за кражба с кредитни карти.